# Trabia
Trabia ist eine italienische Gemeinde in der Metropolitanstadt Palermo in der Autonomen Region Sizilien mit 10.644 Einwohnern (Stand 31. Dezember 2023).

## Lage und Daten
Trabia liegt 33 km östlich von Palermo. Die Einwohner arbeiten hauptsächlich in der Landwirtschaft und in Steinbrüchen.
Die Nachbargemeinden sind Altavilla Milicia, Caccamo, Casteldaccia und Termini Imerese.

## Geschichte
747 n. Chr. ließen sich die ersten Araber hier nieder. Dies belegt ein Dokument, das der Emir el Aadelkum Chbir dem militärischen Führer, Ben Muhammad Aausman, entsandte. Damals noch „Tarbiah“ genannt, wurde der Hafen als strategischer Stützpunkt für Termini Imerese genutzt.
1154 n. Chr. wurden hier die ersten getrockneten Pasta und Spaghetti hergestellt und nach ganz Sizilien und später auch auf das Festland exportiert. Heute noch kommen chinesische Klostermönche in den Ort, um sich ein Bild von der Nudelproduktion zu machen.
Am 14. November 1509 stieg König Ferdinand II. auf das Land der Baronie Burg Trabia, beanspruchte das Land und den dortigen intensiven Zuckerrohranbau für sich und machte es unabhängig von Termini Imerese.
Im Jahre 1635 erhielt Don Ottavio II. aus der Familie Lanza von König Philipp IV., die Licentia populandi (eine Erlaubnis zum Besiedeln). Er baute die ersten Häuser. Im Jahre 1643 baute er die erste geweihte Kirche Saint Oliva. Im Jahr 1652 hatte das „neue“ Trabia 143 Einwohner. Die Produktion der Mühlen, die Fülle von Fisch, besonders Thunfisch, die das Wachstum der Bevölkerung begünstigten, entwickelten das Dorf. Die Nachkommen der Familie Lanza waren die wichtigsten Vertreter der Politik, des Militärs und der Kultur von Sizilien, zuletzt Raimondo Lanza di Trabia, u. a. Rennfahrer und bedeutender Fußballfunktionär.

## Sehenswürdigkeiten
- Kastell aus dem Mittelalter

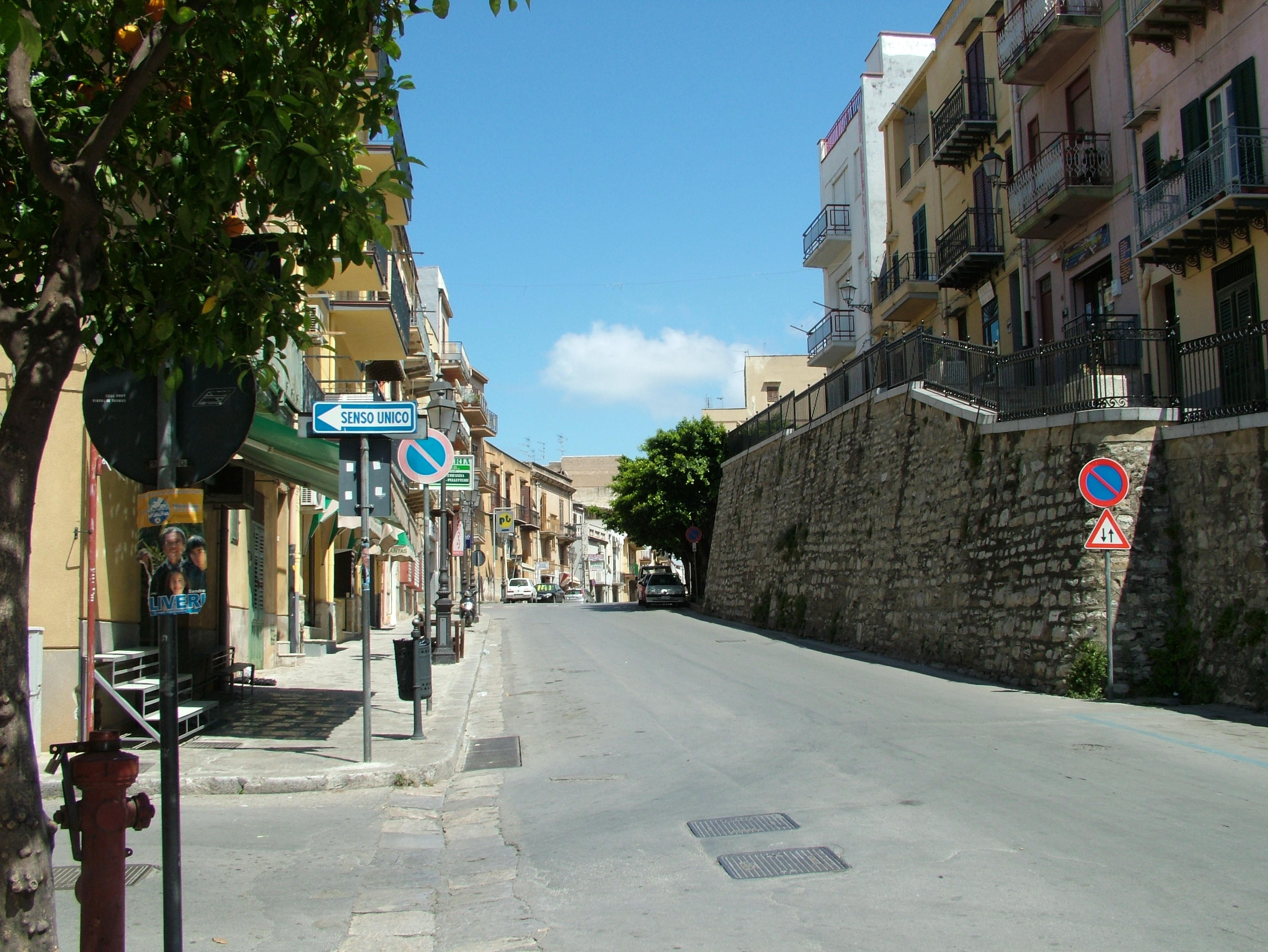
Straße in Trabia

- Porta Palermo, ein Teil der alten Stadtmauer